# Крістіна Лавант

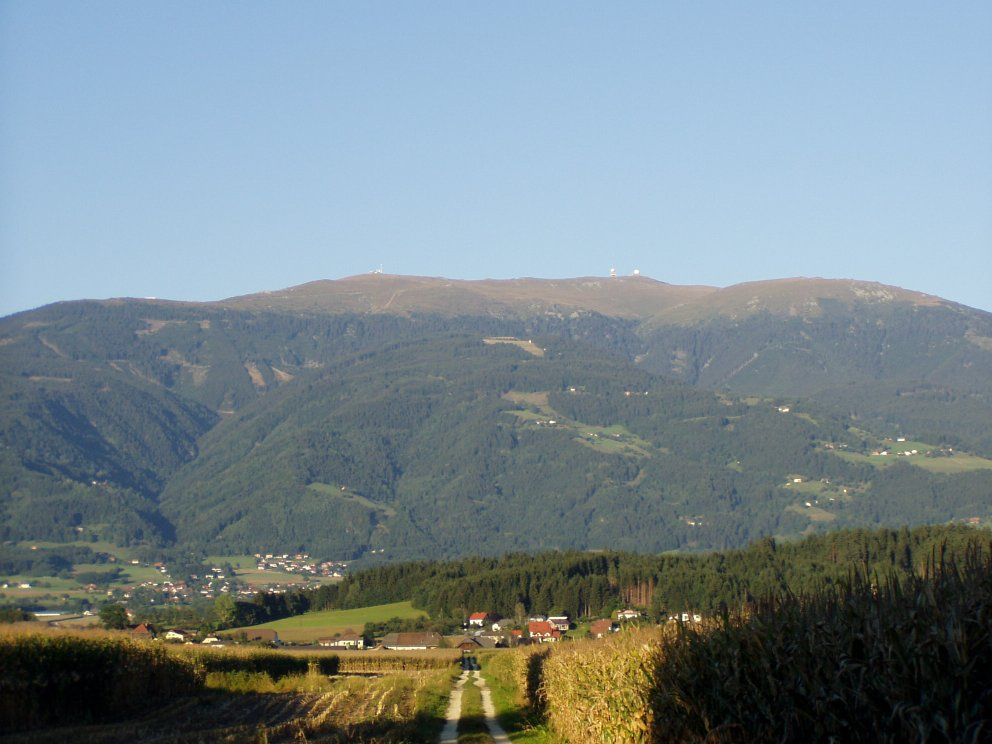
Альпи в околицях Лаванта

Крістіна Лавант (нім. Christine Lavant; справжнє прізвище — Тонхаузер, 4 липня 1915, Гросс-Едлінг, долина Лавант, Каринтія, Австро-Угорщина — 7 червня 1973, Вольфсберг, Австрія) — австрійська поетеса.

## Біографія
Народилася в селищі Гросдлінг (сьогодні частина Вольфсберга) в долині Лавант, Каринтія. Пізніше Крістіна взяла назву долини своїм псевдонімом.
Була дев'ятою дитиною в бідній багатодітній сім'ї гірника. Дівчинка часто хворіла від самого народження (в місячному віці майже осліпла від золотухи, згодом оглухла на одне вухо, перенесла пневмонію). Проте у 1921 році була зарахована до початкової школи (Volksschule). У 1927 році її здоров'я К. Лавант знову погіршилося, і вона змогла закінчити початкову школу з постійними перервами через два роки після ризикованого рентгенологічного лікування. Їй довелося відмовитися від подальшого відвідування нижчої середньої школи (Hauptschule), оскільки шлях був для неї занадто довгим через слабке здоров'я. Крістіна змушена була залишитися вдома у своїх батьків і займалася живописом, написанням творів, читанням та рукоділлям.
На початку 1930-тих років вона зіткнулася з великою депресією, але також зосередилась на живопису та написанні літературних творів, й незабаром запропонувала свій перший роман видавництву «Грац». Рукопис було остаточно відхилено в 1932 році, після чого Лавант потрапила до санаторію Клагенфурт. Її фінансовий стан погіршився після того, як батьки померли майже одночасно (в 1937 та 1938 роках). Все життя жила бідно, працювала служницею, в'язала на продаж речі.
Після Другої світової війни Лавант знову почала писати ліричну поезію, яка згодом здобула певне визнання серед австрійських літературних кіл. Перша книга поезій вийшла друком у видавництві «Штутгарта». Далі вийшов роман Дас Кінд (Дитина).
Вийшла заміж за художника та колишнього землевласника Йозефа Хаберніга, на 35 років старшого за неї. Коли в 1964 році чоловік помер після інсульту, у Крістіни знову погіршився стан здоров'я і довелося пройти повторне санаторне лікування.
Лише наприкінці життя Крістіна Лавант здобула певну популярність, стала лауреаткою премій Георга Тракля і Антона Вільдганса (обидві 1964 року), Великої державної премії Австрії з літератури (1970).
Померла у віці 57 років у Вольфсберзі.

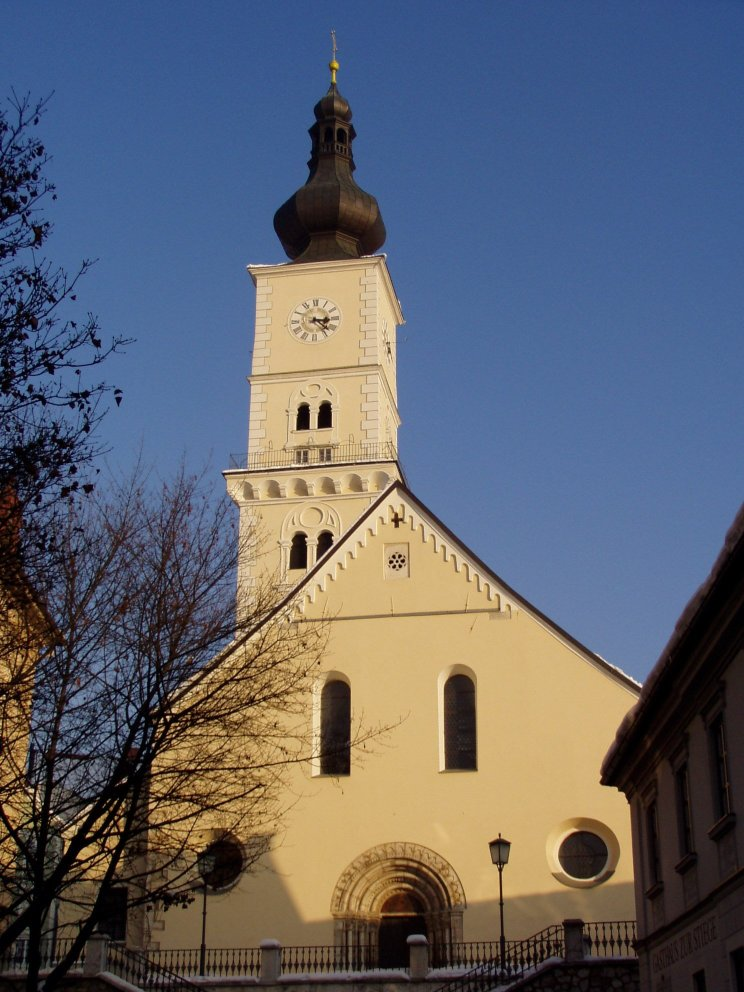
Вольфсберг, церква Св. Марка

## Творчість і визнання
Авторка лапідарних і емоційно стриманих, глибоко релігійних віршів, що увійшли до книг «Кружка жебрака» (1956), «Крик павича» (1962), автобіографічної прози («Дитя», 1948).
Багато творів з літературної спадщини поетеси опубліковано лише посмертно. Збірник її вибраних поезій упорядкував у 1987 році відомий австрійський письменник Томас Бернгард.
П'ять романсів на вірші Крістіни Лавант написані німецьким композитором Вольфгангом Римом (2001), її вірші перекладено англійською, французькою, італійською, іспанською, польською, грузинською та іншими мовами.
У 1995 році в Австрії заснована літературна премія Крістіни Лавант. У 1998 році, до 25-річчя від дня її смерті, випущена іменна поштова марка ( [Архівовано 4 березня 2016 у Wayback Machine.]).

## Видання
- Das Kind. Erzählung. Stuttgart: Brentano, 1948
- Die Nacht an den Tag. Lyrik. Stuttgart: Brentano, 1948
- Das Krüglein. Erzählung. Stuttgart: Brentano, 1 949
- Die unvollendete Liebe. Gedichte; Stuttgart. Brentano, 1949
- Die Bettlerschale. Gedichte. Salzburg: Otto Müller, 1956
- Die Rosenkugel. Erzählung. Stuttgart: Brentano, 1956
- Spindel im Mond. Gedichte. Salzburg: Otto Müller, 1959
- Sonnenvogel. Gedichte. Wülfrath: Heiderhoff, 1960
- Wirf ab den Lehm / Eingel. u. ausgew. v. Wieland Schmied. Graz: Stiasny, 1961
- Der Pfauenschrei. Gedichte. Salzburg: Otto Müller, 1962
- Hälfte des Herzens / Hrsg.v. Horst Heiderhoff u. Dieter Leisegang. Darmstadt: Bläschke, 1967
- Nell. Vier Geschichten. Salzburg: Otto Müller, 1 969
- Kunst wie meine ist nur verstümmeltes Leben. Nachgelassene und verstreut veröffentlichte Gedichte — Prosa — Briefe / Ausgew. u. hrsg. v. Armin Wigotschnig u. Johann Strutz. Salzburg: Otto Müller, 1978
- Sonnenvogel. Gedichte / Ausgew. u. hrsg. v. Roswitha Th. Hlawatsch u. Horst G. Heiderhoff. Waldbrunn: Heiderhoff, 1982
- Versuchung der Sterne. Erzählungen und Briefe / Ausgew. v. F. Israel; Leipzig: St.Benno, 1984
- Und jeder Himmel schaut verschlossen zu. Fünfundzwanzig Gedichte für OS / Hrsg. v. Hans Weigel. Wien; München: Jungbrunnen, 1991
- Kreuzzertretung. Gedichte, Prosa, Briefe / Hrsg. v. Kerstin Hensel. Leipzig: Reclam 1995
- Die Schöne im Mohnkleid. Erzählung / Hrsg. v. Annette Steinsiek. Salzburg u. Wien: Otto Müller, 1996
- Herz auf dem Sprung. Die Briefe an Ingeborg Teuffenbach / Hrsg. v. Annette Steinsiek. Salzburg, Wien: Otto Müller, 1997
- Das Wechselbälgchen / Hrsg. v. Annette Steinsiek u. Ursula A. Schneider. Salzburg u. Wien: Otto Müller, 1998
- Das Kind / Hrsg. nd Handschrift im Robert-Musil-Institut u. mit einem edit. Bericht versehen v. Annette Steinsiek u. Ursula A. Schneider. Salzburg; Wien: Otto Müller, 2000
- Aufzeichnungen aus dem Irrenhaus / Hrsg. und mit einem Nachwort versehen von Annette Steinsiek und Ursula A. Schneider . Salzburg; Wien: Otto Müller, 2001